# Magdalena Geertruida Meerum Terwogt
Magdalena Geertruida Meerum Terwogt (Wijk bij Duurstede, 10 juli 1862 – Amsterdam, 15 maart 1958) was een Nederlands alt.
Ze was dochter van Willem Meerum Terwogt (doctor in de letteren) en Magdalena Geertruida van Voorthuijsen. Broer Hans Meerum Terwogt was voetbalscheidsrechter en sportjournalist. Meerum Terwogt trouwde in 1893 met wijnhandelaar Casper Hendrik van West die in 1907 overleed. Ze hertrouwde in september 1912 met notaris Johannes Pieter van Wisselingh, in juli dat jaar gescheiden van haar zus Catharina Maria Meerum Terwogt; hij overleed in 1939.
Ze debuteerde op woensdag 17 december 1884 tijdens een concert in Kerk van De Vrije Gemeente aan de Weteringschans. Julius Röntgen leidde toen een concert van zangvereniging Excelsior waaraan ook Johannes Messchaert, Joseph Cramer, Henri Bosmans en harpiste Cornelia Johanna Schönecker deelnamen. Ze werd toen aangekondigd als "mejuffrouw M.T." Ze had haar opleiding gekregen van Gustaaf Adolf Heinze aan het Conservatorium van Amsterdam en in 1881 een zanglespraktijk ingericht; zo kon ze in 1931 haar vijftig jaar als zangpedagoge vieren; Willem Mengelberg zat toen in de organisatie van een feest in Hotel Americain. Ze was jarenlang aangesloten bij de Wagnervereniging, was tussen 1903 en 1908 repetitor van het Amsterdamse Toonkunstkoor en leidde in de jaren tien een dameskoor. 
De zangeres werd in 1952 negentig jaar, waarbij Laurens Bogtman, Johan de Nobel, Rudolf Mengelberg en Louis van Tulder aanwezig waren. Zijzelf stond toen nog stil bij haar optreden voor koning Willem III der Nederlanden en Emma van Waldeck-Pyrmont, Henri Viotta (van de Wagnervereniging) en Johannes Brahms (ze zou met hem aan een banket hebben gezeten).
Ze bracht haar laatste jaren door in Amsterdam-Zuid; van 1943 tot 1947 aan de Jacob Obrechtstraat 25, van 1947 tot 1951 aan de Ven Eeghenstraat 125 en vanaf 1951 tot 1958 aan de Sophialaan 4 (Huize Hageman). In die jaren was ze regelmatig bezoeker van het Concertgebouworkest. Ze was aangesloten bij Maatschappij Caecilia (een soort pensioenfonds). Ze werd gecremeerd op Westerveld.

## Een bijzondere uitvoering
Op 29 en 30 maart 1892 zong ze in het Concertgebouw haar enige twee uitvoeringen aldaar. Ze zong de moeder (mère) in de Nederlandse première van Le chant de la cloche opus 18 van Vincent d'Indy. Henri Viotta leidde het Concertgebouworkest en Zangvereniging Excelsior; hoofdrollen waren weggelegd voor Jo Kempees en Jos Orelio. Bij terugkomst van een van de repetities ontdekte Viotta dat zijn dienstbode was vermoord.